# Donna seduta (affresco 9097)
Donna seduta è un affresco rinvenuto nella villa Arianna a Stabia e custodito all'interno del Museo archeologico nazionale di Napoli.

## Storia
L'affresco venne dipinto in età neroniana, nel periodo compreso tra il 54 e il 69, durante i lavori di restauro della villa, lungo la parte sinistra della zoccolatura della parete sinistra del cosiddetto triclinio 7, stesso ambiente dove erano raffigurati altri soggetti seduti come Donna che si pettina, Vecchio seduto e Giovane seduto. Fu rinvenuto il 15 e il 22 marzo 1760 e successivamente staccato per ricavarne un quadretto.

## Descrizione
Simile a Polimnia, l'affresco raffigura una fanciulla vestita con un mantello rosa, seduta su uno sgabello con cuscino e piedi arrotondati: è dipinta in atteggiamento pensieroso, nell'atto di portarsi la mano destra al mento, mentre le gambe sono accavallate e il piede sinistro è poggiato su un poggiapiedi. Nell'ambientazione della scena si riconosce un soffitto a cassettoni e delle colonne.